# Mauro Rodella
Mauro Rodella (Torino, 29 gennaio 1963) è un nuotatore italiano.
specialista nello stile libero.

## Carriera
Si avvicina al nuoto all'inizio degli anni settanta, mandato in piscina dal pediatra per curare la schiena. Inizia a muovere le prime bracciate nella storica piscina "Dino Rora" dell'allora Centro sportivo FIAT (successivamente Sisport) di Corso Moncalieri a Torino, per poi intraprendere l'attività agonistica nelle stesse fila.
Viene allenato inizialmente da Silvio Ceola per poi passare stabilmente sotto la guida di Ezio Della Savia. Inizia a rivelarsi al nuoto che conta nel 1979, al primo anno da junior, vincendo i primi titoli italiani di categoria soprattutto nelle specialità del mezzofondo e ottenendo così le prime convocazioni in nazionale giovanile.
A livello assoluto, nel 1980 (a soli 17 anni) gareggia ai campionati italiani di Modena, ottenendo un terzo posto nei 400 Stile Libero, con il tempo di 4'04”11.
Il 22 agosto 1982, agli assoluti di Chiavari vince il titolo dei 400 Stile libero fissando il nuovo record italiano a 3'56"73 lasciando a oltre quattro secondi Federico Silvestri e a oltre sei Marco Dell'Uomo, diventando così il secondo italiano dopo Giorgio Quadri a infrangere lo storico muro dei 4'.
Prosegue la sua carriera natatoria nelle file del Centro nuoto Torino e poi della Libertas Safa fino all'età di 32 anni, per poi ritirarsi nel 1995.
Dopo numerosi anni di assenza torna sulla scena natatoria nel marzo 2007 per buttarsi nell'avventura di nuotatore master alla Torino Nuoto, intraprendendo così una seconda vita agonistica.

## Palmarès

### Campionati italiani
1 titolo individuale e 1 in staffetta, così ripartiti
- 1 nei 400 m stile libero
- 1 nella staffetta 4×100 m stile libero

| Anno | Edizione    | st. libero 400 m | st. libero 4×100 m | st. libero 4×200 m |
| ---- | ----------- | ---------------- | ------------------ | ------------------ |
| 1980 | Estivi      | 3                | -                  | 3                  |
| 1981 | Primaverili | 3                | -                  | 3                  |
| 1982 | Primaverili | -                | -                  | 3                  |
| 1982 | Estivi      | 1                | -                  | -                  |
| 1983 | Primaverili | 2                | -                  | -                  |
| 1983 | Estivi      | -                | 3                  | -                  |
| 1985 | Estivi      | -                | -                  | 3                  |
| 1990 | Primaverili | -                | 1                  | -                  |